# William Paul Yarbrough
William Paul Yarbrough (* 20. März 1989 in Aguascalientes, Aguascalientes) ist ein US-amerikanisch-mexikanischer Fußballspieler auf der Position des Torwarts.

## Leben
Seine Eltern stammen aus Texas und wanderten um 1980 nach Mexiko aus, wo William Yarbrough 1989 in der gleichnamigen Hauptstadt des Bundesstaates Aguascalientes geboren wurde. Bereits im Alter von fünf Jahren begann er mit dem Fußballsport. Nachdem er für verschiedene Jugendmannschaften unterklassiger Vereine gespielt hatte, wurde Yarbrough 2005 vom CF Pachuca verpflichtet. Bis April 2010 spielte er in dessen Nachwuchsteams und wurde dann an den in der drittklassigen Segunda División spielenden Tampico-Madero FC ausgeliehen.

## Karriere

### Im Verein
Im Sommer 2011 wurde er an das ebenfalls drittklassige Pachuca-Farmteam Titanes de Tulancingo ausgeliehen und im Winter 2012 an den Zweitligisten Club León, der am Ende der Saison 2011/12 die Zweitligameisterschaft gewann und nach zehnjähriger Abstinenz die lang ersehnte Rückkehr ins Fußballoberhaus schaffte.
Vor der Saison 2013/14 erwarb der Club León Yarbrough, der bereits seit dem zehnten Spieltag der vorangegangenen Saison (1:2 beim CF Monterrey am 9. März 2013) Stammspieler der Panzas Verdes war. Gleich in seiner ersten Halbsaison als Vertragsspieler beim Club León gewann Yarbrough mit seinem neuen Arbeitgeber die Meisterschaft und bestritt alle 23 Begegnungen der Punktspielrunde (17) sowie der anschließenden Liguillas (6) in voller Länge. Somit war er neben dem Nationalspieler Jonny Magallón der einzige Spieler seiner Mannschaft, der in jeder Minute der Meisterschaftsrunde auf dem Platz stand.

### In der Nationalmannschaft
William Yarbrough entschied sich im März 2015 einer Einladung der US-amerikanischen Fußballnationalmannschaft zu folgen und demnach für das Land seiner Eltern aufzulaufen. Bereits im Jahr 2014 gab es außerdem Einladungen seitens des Mexikanische Verbandes, welches er allerdings ablehnte. Er gab sein Debüt für die US-Nationalmannschaft am 31. März 2015 in einem Freundschaftsspiel gegen die Schweiz.

## Erfolge
- Mexikanischer Meister: Apertura 2013
- Mexikanischer Zweitligameister: Clausura 2012